# KID (företag)
KID Corp. (株式会社キッド Kabushiki kaisha Kiddo?,  förkortning av "Kindle Imagine Develop") var ett japanbaserat företag specialiserat på att utveckla visuella romaner. Företaget grundades 1988. Under 1990-talet utvecklades spel såsom Burai Fighter, Low G Man, G.I. Joe och Recca. 1997 började företaget att portera PC-spelen till spelkonsoler. 1999 släppte de Memories Off på Playstation, vilket senare blev en av deras mest kända serier. 2000 släppte de Infinity, vilken också blev en succé, och senare återsläpptes med nytt material under namnet Never 7: The End of Infinity, medan Infinity blev seriens namn. 2005 blev KID en sponsor för den japanska dramaserien Densha Otoko.
2006 gick företaget i konkurs, men i februari 2007 tillkännagavs det att KID:s intellektuella egendomar hade övertagits av Cyberfront och att ofärdiga projekt skulle färdigställas i det företagets regi istället.

## Spel

### Memories Off
- Memories Off
- Memories Off 2nd
- You That Became a Memory: Memories Off
- Memories Off: And Then
- Memories Off: And Then Again
- Memories Off 5: Togireta Film
- Memories Off #5 Encore
- Your Memories Off: Girl's Style

### Infinity
- Never 7: The End of Infinity (ursprungligen släppt som Infinity)
- Ever 17: The Out of Infinity
- Remember 11: The Age of Infinity
- 12 Riven: The Psi-climinal of Integral (färdigställt av Cyberfront och SDR Project)

### Övriga spel
- Pepsiman